# Tremulicerus tremulae
Tremulicerus tremulae är en insektsart som först beskrevs av Estlund 1796.  Tremulicerus tremulae ingår i släktet Tremulicerus, och familjen dvärgstritar. Arten är reproducerande i Sverige.